# Leader dei Democratici 66
Il leader dei Democratici 66 è colui che funge da capolista (lijsttrekker) per il partito Democratici 66 alle elezioni della Tweede Kamer, la seconda camera dei Paesi Bassi. Di solito il leader del partito ricopre la carica di capogruppo nella Tweede Kamer, ma a volte può far parte di un governo. 
Il primo leader del partito e lijsttrekker fu il co-fondatore Hans van Mierlo. L'attuale leader del partito dal 12 agosto 2023 è Rob Jetten.

## Elenco
|                                                  |            | Hans van Mierlo (1931–2010)   | 14 settembre 1966 – 1° settembre 1973 6 anni e 352 giorni) | 1967 1971 1972 1986 1989 1994 |
|                                                  |            | Dr. Jan Terlouw (1931)        | 1° settembre 1973 – 8 settembre 1982 (9 anni e 7 giorni)   | 1977 1981 1982                |
|                                                  |            | Laurens Jan Brinkhorst (1937) | 8 settembre 1982 – 10 novembre 1982 (0 anni e 63 giorni)   |                               |
|                                                  |            | Maarten Engwirda (1943)       | 10 novembre 1982 – 25 gennaio 1986 (3 anni e 76 giorni)    |                               |
|                                                  |            | Hans van Mierlo (1931–2010)   | 25 gennaio 1986 – 15 febbraio 1998 (12 anni e 21 giorni)   | 1967 1971 1972 1986 1989 1994 |
|                                                  |            | Dr. Els Borst (1932–2014)     | 15 febbraio 1998 – 30 maggio 1998 (0 anni e 104 giorni)    | 1998                          |
|                                                  |            | Thom de Graaf (1957)          | 30 maggio 1998 – 22 gennaio 2003 (4 anni e 237 giorni)     | 2002 2003                     |
|                                                  |            | Boris Dittrich (1955)         | 22 gennaio 2003 – 3 febbraio 2006 (3 anni e 12 giorni)     |                               |
| Vacante (3 febbraio 2006 – 24 giugno 2006) Note  |            |                               |                                                            |                               |
|                                                  |            | Alexander Pechtold (1965)     | 24 giugno 2006 – 6 ottobre 2018 (12 anni e 104 giorni)     | 2006 2010 2012 2017           |
| Vacante (6 ottobre 2018 – 4 settembre 2020) Note |            |                               |                                                            |                               |
|                                                  |            | Sigrid Kaag (1961)            | 4 settembre 2020 – 12 agosto 2023 (2 anni e 342 giorni)    | 2021                          |
|                                                  | Rob Jetten | Rob Jetten (1987)             | 12 agosto 2023 – in carica (1 anno e 257 giorni)           | 2023                          |